# 刘家义
刘家义（1956年8月—）男，汉族，重庆开县人。西南财经大学毕业，博士学位，高级审计师。1976年8月加入中国共产党，是中共第十六届中纪委常委，第十七、十八、十九届中央委员。曾任中华人民共和国审计署审计长、中共山東省委書記、山東省人大常委會主任。

## 工作经历
1980年2月，任四川省财政厅监察处办事员。1984年12月，先后任四川省审计局二处副处长、综合处副处长。
1988年12月，任国家审计署驻成都特派办干部。1989年2月，任审计署驻成都特派办审计一处处长。1989年12月，任审计署驻成都特派办副特派员。1992年8月，任审计署商贸审计司副司长。1993年8月，任商贸审计司司长（其间：1995年9月－1996年7月，在中共中央党校一年制中青年干部培训班学习）。1996年9月，任審計署副审计长、党组成员。2008年3月，任中华人民共和国审计署审计长，并自2008年7月起，代表中国政府出任联合国审计委员会委员，任期至2014年6月。
2017年4月1日，任中共山東省委書記。2017年4月26日，當選山東省人大常委會主任。
2017年4月27日，习近平簽署第68号主席令，决定免去刘家义的审计署审计长职务。2018年2月24日，当选为第十三届全国人大代表。2021年9月30日，卸任中共山东省委书记。2021年10月23日，任全国人民代表大会财政经济委员会副主任委员。

## 荣誉

### 外国勋章奖章
- 一等独立勋章（阿联酋，2016年12月颁发[9]）